# رباط جناحي شوكي
الرباط الجناحيّ الشوكيّ يمتد من الجزء العلويّ للحافة الخلفيّة للصفيحة الجناحيّة الوحشيّة إلى الناتئ الشوكيّ للعظم الوتديّ.

## البنية

### التنوُّع
يتعظم بشكل عارض، وفي بعض الحالات تتشكَّل ثقبة بين حافته العلويّة وقاعدة الجمجمة وتُدعى حينها الثقبة الجناحيّة الشوكيّة، ويمرُّ عبر هذه الثقبة (فيما لو تشكَّلت) فروع العصب الفكيّ السفليّ لتُعصِّب العضلات الماضغة.